# Destination: Morgue
Destination: Morgue (Destination: Morgue!) è una raccolta di pezzi scritti da James Ellroy per GQ e di racconti inediti.
L'edizione Bompiani del 2003 è di fatto la prima edizione mondiale della raccolta, in quanto quella in inglese (con varianti nel contenuto) esce solo nel 2004.
Il contenuto dell'edizione italiana è:
1. Dove vado a pescarle (Where I Get My Weird Shit)
2. I miei anni morbosi (My Life as a Creep)
3. Io la so lunga (I've Got the Goods)
4. Let's twist again (undicesimo racconto dell'edizione inglese di Crime Wave (1999), assente dall'edizione italiana Corpi da reato)
5. Danny Getchell, guai a gogo (The Trouble I Cause)
6. Pugni e sangre (Balls to the Wall, ovvero Blood Sport)
7. Padre, figlio e spirito di Clinton (The Father, the Son and Bubba's Ghost)
8. Il fattore O'Reilly (Bill O'Reilly Is All Folked-Up)
9. Pidocchietto (Little Sleazer and the Mail-Sex Mama)
10. Il procuratore distrettuale (The D.A.)
11. Stephanie (Stephanie)
12. Troiaio a Hollywood (Hollywood Fuck Pad)

Rispetto al volume in inglese, l'edizione italiana presenta in più i brani 4, 7 e 8. Risultano assenti, invece:
1. Grave Doubt (pubblicato da Bompiani, nella collana "asSaggi" col titolo "Dubbio letale")
2. Hot-Prowl Rape-O (pubblicato da Bompiani col titolo "Scasso con stupro")
3. Jungletown Jihad (pubblicato da Bompiani nella collana "Letteraria" col titolo Jungletown Jihad)